# Апостольский викариат Калапана

Провинция Восточный Миндоро

Апостольский викариат Калапана (лат. Vicariatus Apostolicus Calapanensis) — апостольский викариат Римско-Католической церкви с центром в городе Калапан, Филиппины. В юрисдикцию апостольского викариата Калапана входит провинция Восточный Миндоро. Кафедральным собором апостольского викариата Калапана является церковь Младенца Иисуса.

## История
2 июля 1936 года Святой Престол учредил апостольскую префектуру Миндоро, выделив её из епархии Липы (сегодня — Архиепархия Липы) и епархии Харо (сегодня — Архиепархия Харо).
12 июля 1951 года Римский папа Пий XII выпустил буллу Merito ab Apostolica, которой преобразовал апостольскую префектуру Миндоро в апостольский викариат с наименованием города Калапана.
19 декабря 1974 года и 27 января 1983 года апостольский викариат Калапана передал часть своей территории для возведения новых епархии Ромблона и апостольского викариата Сан-Хосе в Миндоро.

## Ординарии апостольского викариата
- епископ William Finnemann (4.12.1936 — 26.10.1942);
- епископ Henry Ederle (21.06.1946 — 12.07.1951);
- епископ Wilhelm Josef Duschak (12.07.1951 — 26.11.1973);
- епископ Simeon O. Valerio (26.11.1973 — 26.09.1988);
- епископ Warlito Cajandig y Itcuas (17.04.1989 — по настоящее время).

## Источник
- Annuario Pontificio, Ватикан, 2007
- Булла Merito ab Apostolica, AAS 44 (1952), стр. 170  (лат.)